# Frontière entre la Hongrie et la Slovénie
La frontière entre la Hongrie et la Slovénie sépare la Hongrie et la Slovénie.
La frontière entre la Hongrie et la Yougoslavie (dont la Slovénie fit partie de 1918 à 1991) a été tracée en 1919 par la commission alliée « Lord » en application du dixième des « 14 points » du président américain Woodrow Wilson et en référence au « droit des peuples à disposer d'eux-mêmes », pour englober les Slovènes de la région de Prékmurie (partie des comitats hongrois de Vas et de Zala) dans le Royaume des Serbes, Croates et Slovènes. La minorité hongroise locale s'y trouva aussi englobée. Le traité de Trianon (1920) a officialisé cette frontière. La Prékmurie est revenue à la Hongrie de 1941 à 1945, la frontière étant alors fixée sur la rivière Mura, tandis que le reste de la Slovénie était partagé entre le Troisième Reich et l'Italie fasciste. Dans la Slovénie moderne, la minorité hongroise de Prékmurie bénéficie de droits culturels et linguistiques.

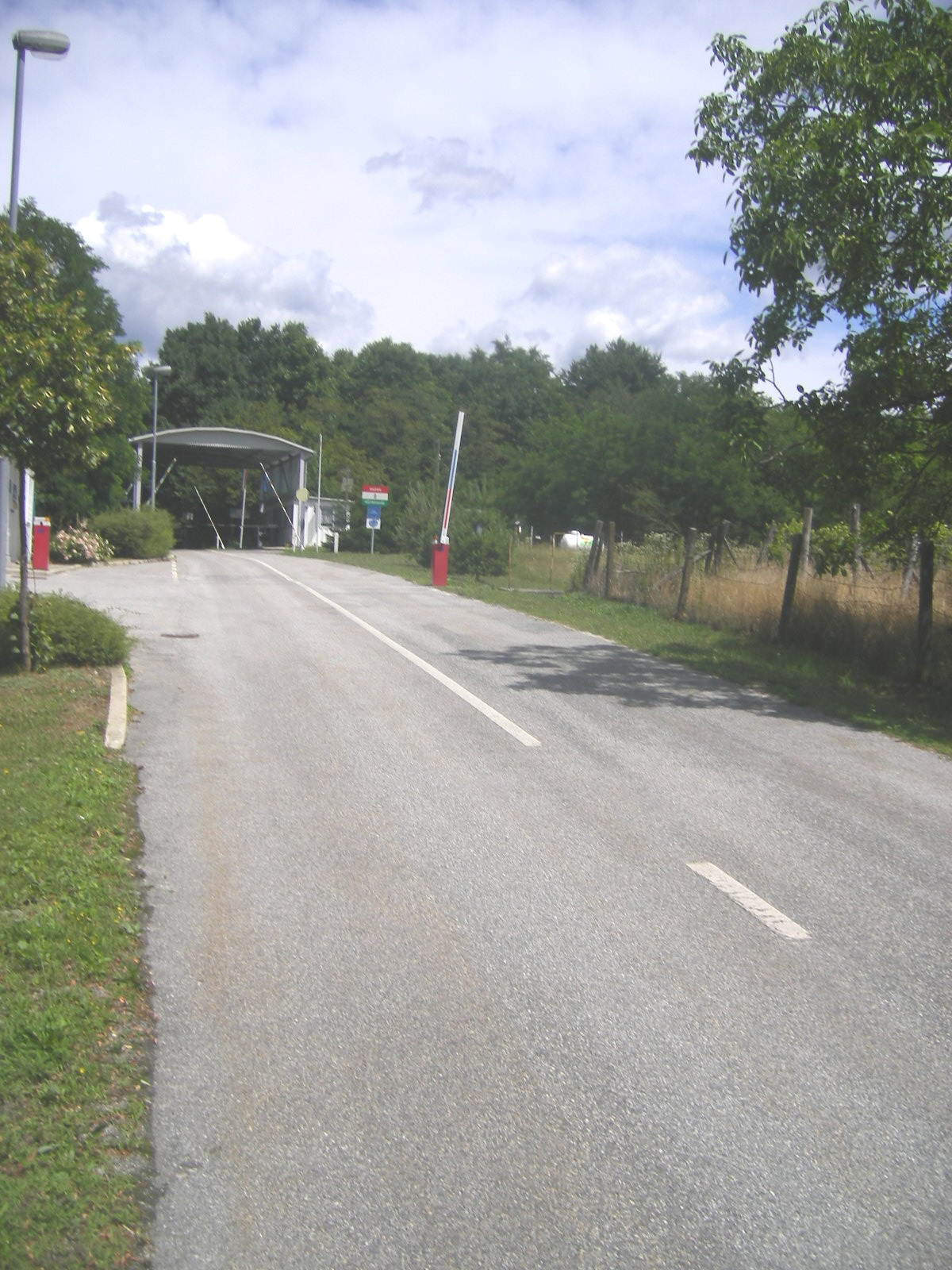